# 埃尔沃维尔
埃尔沃维尔（法語：Ervauville，法語發音：[ɛʁvovil]）是法国卢瓦雷省的一个市镇，属于蒙塔日区。

## 地理
埃尔沃维尔（48°5'23"N, 2°58'54"E）面积12.54 平方千米，位于法国中央-卢瓦尔河谷大区卢瓦雷省，该省份为法国中北部省份，北起埃松省，西北接厄尔-卢瓦省，西南接卢瓦-谢尔省，南至涅夫勒省和谢尔省，东临约讷省，东北接塞纳-马恩省。
与埃尔沃维尔接壤的市镇（或旧市镇、城区）包括：莱-贝特河畔巴尔佐谢、尚特科克、库尔特莫、富什罗勒、梅兰维尔、旧罗祖瓦、圣伊莱尔-莱桑德雷西。

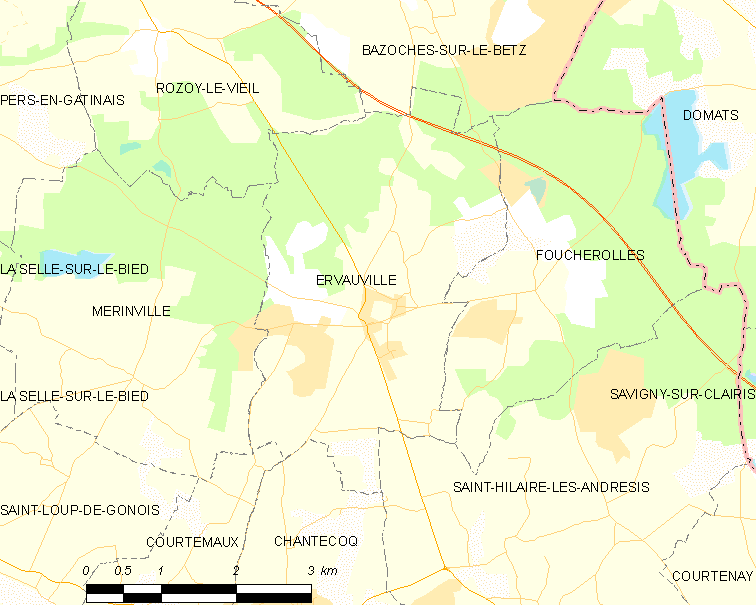
埃尔沃维尔的OSM定位图

埃尔沃维尔的时区为UTC+01:00、UTC+02:00（夏令时）。

## 行政
埃尔沃维尔的邮政编码为45320，INSEE市镇编码为45136。

## 政治
埃尔沃维尔所属的省级选区为库特奈县。

## 人口

1962-2008年间埃尔沃维尔人口变化图示

埃尔沃维尔于2022年1月1日时的人口数量为564人。